# Julia op ten Noort

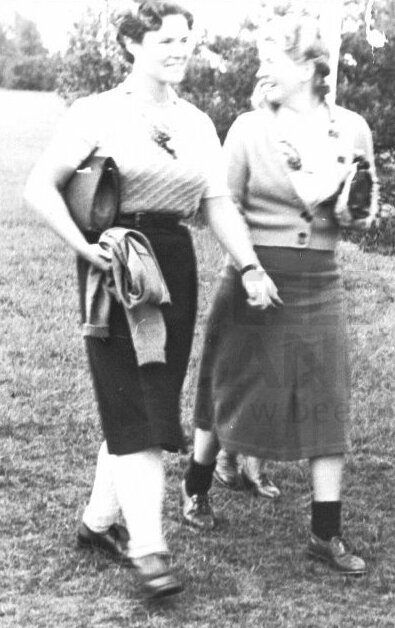
Julia op ten Noort (links) mit Florentine Rost van Tonningen

Julia Juul Adriana op ten Noort (geboren 9. November 1910 in Amsterdam; gestorben 1996 in Fulda) war eine niederländische nationalsozialistische Aktivistin, Mitbegründerin der Nationaal-Socialistische Vrouwen Organisatie.

## Leben
Julia op ten Noort wurde am 9. November 1910 in Amsterdam geboren. Sie war die Tochter des Direktors einer Brauerei Godfried Carl op ten Noort (1878–1949) und Maria Aletta Johanna Bock (1878–1951). Sie hatte einen älteren Bruder Laurens und wuchs in einer protestantischen Adelsfamilie auf. Ihr Vater war Direktor der Brauerei Gekroonde Valk in Amsterdam. Ihre Familie lebte in Amsterdam, Baarn und Vorden und in Baarn besuchte sie drei Jahre lang das Gymnasium. Bereits 1932 traten ihre Eltern der Nationaal-Socialistische Beweging (NSB) bei, ihr Bruder trat der Partei 1934 bei. In jenen Jahren war Julia op ten Noort Mitglied der Oxford-Gruppe des amerikanischen Evangelisten Frank Buchman. Sie bereiste die Schweiz, England, Kanada, die USA und Deutschland. Sie lernte in Breslau 1934 Heinrich Himmler kennen, der von ihr sehr beeindruckt war und wurde ein glühende Verfechterin der „großgermanischen“ Idee. Julia op ten Noort freundete sich in dem Jahr auch mit einem anderen Mitglied der NSB Meinoud Rost van Tonningen an, den sie auf einer Party in Baarn kennengelernt hatte. Als es 1936 wegen einer Hilfsaktion für Kinderheime im Sudetenland zu Konfrontationen mit Buchman kam, verließ sie die Oxford-Gruppe.

### Nationalsozialistischen Frauenbewegung in den Niederlanden
Der Nationaal-Socialistische Beweging trat Julia op ten Noort Anfang 1937 bei und verbrachte in dem Jahr mehrere Monate als Gastmitglied der Nationalsozialistischen Frauenschaft in Deutschland. Dort inspizierte sie Schulorganisationen und Sozialarbeit. Zudem lernte sie, Kurse für Frauen zu organisieren und stellte einen Kontakt zwischen Himmler und Rost van Tonningen her. Mit ihm besuchte sie auch in jenem Jahr den Parteitag der NSDAP in Nürnberg. In den Niederlanden nutzte sie dann ihre Erfahrungen, um eine Frauenorganisation der NSB aufzubauen. Sie gründete die Nationalsozialistische Frauenorganisation (NSVO) am 1. September 1938.
Mit Rost van Tonningen und seiner späteren Frau Florentine Rost van Tonningen gehörte Op ten Noort zum radikalen „populären“ Flügel innerhalb der Bewegung. Die Inspiration dafür stammte aus den völkischen Vorstellungen der deutschen Rasse von Rassenreinheit, der Überlegenheit der germanischen Rasse und von „Blut und Boden“. Ideologisch fühlte sich Julia op ten Noort besonders dem Nationalsozialismus der SS verbunden. Den Führer der NSB Anton Mussert hielt sie eher für einen Faschisten italienischer Prägung als für einen echten Nationalsozialisten. Hingegen misstraute Mussert dem wachsenden Einfluss populärer Radikaler wie Op ten Noort und versuchte, diesen einzudämmen. Dies zeigte sich auch in seiner Entscheidung über den Vorsitz der NSVO. Bei der Gründung im Jahr 1938 wurde die Initiatorin Op ten Noort von Adriana van Hoey Smith übergangen. Sie selbst wurde nur stellvertretende Vorsitzende.
Durch ihre Verbindungen zu Himmler erhielt Op ten Noort nach dem deutschen Einmarsch und der Besetzung der Niederlande vom SS-Führer Hanns Albin Rauter ein Auto zur Verfügung gestellt. So konnte sie ihre NSVO-Aktivitäten durchführen. Sie war maßgeblich verantwortlich für den rasanten Anstieg der Mitgliederzahl von 1500 auf 6500 Mitglieder und so schrieb Rauter an Himmler, dass „Baronin Op ten Noort“ persönlich für die ordnungsgemäße Organisation der nationalsozialistischen Frauenbewegung in den Niederlanden verantwortlich sei. Für Mussert war dieser Erfolg besorgniserregend. Jedoch konnte er Op ten Noort nicht entlassen, da sie Himmlers Protegée war.
Im Herbst 1940 versuchte die neue NSVO-Führerin Elisabeth Keers-Laseur zusammen mit Op ten Noort, die Organisation in Richtung SS umzugestalten. Es gelang der Führung des NSBs dies zu verhindern und Julia op ten Noort wurde im Februar 1941 zur Sekretärin degradiert. Dies führte zu ihrer Kündigung aus Unzufriedenheit. Himmler schlug ihr daraufhin ein Praktikum in einer Einrichtung zur Mädchenbildung in Bielefeld vor. Am 27. Mai reiste sie voller Sorge nach Deutschland ab, denn sie war seit einiger Zeit in Pieter Schelte Heerema, Standartenführer der SS in Südholland und Zeeland, verliebt.

### Eliteschule für Mädchen
Danach eröffnete sie am 1. September 1942 als Direktorin die „Reichsschule für Mädel in Heythuysen“ bei Roermond. Für die Eliteschule hatten sich 650 Mädchen angemeldet. Nachdem eine „Rasseninspektion“ durchgeführt worden war, blieben nur noch 40 Schülerinnen übrig. Mit der Führung der Schule hatte Julia Op ten Noort keinen Erfolg und im September 1943 wurde die „liebe Juul“ von Himmler für einen „besonderen“ Auftrag nach Deutschland gerufen. Der wahre Grund für ihren Abgang war ihre Schwangerschaft: Eine schwangere, alleinstehende Frau vor der Klasse war ein schlechtes Beispiel für die Mädchen. Sie ging in ein Lebensbornheim in Steinhöring (Bayern), wo sie am 26. Februar 1944 den Sohn Heinrich zur Welt brachte. Gerüchten zufolge war Himmler der Vater. Sie schrieb ihrem Bruder, der Vater des Kindes sei ein verheirateter SS-Mann. Erst im September 1944 übertrug sie ihre Leitungsfunktion in den Niederlanden an einen Stellvertreter.

### Nachkriegszeit
Nach dem Krieg stellte sich Julia op ten Noort in Deutschland den Amerikanern. 1948 verurteilte das Tribunal in Dordrecht sie zu zweieinhalb Jahren Gefängnis. Anfang 1949 wurde sie jedoch vorzeitig freigelassen und ließ sich dauerhaft in Deutschland nieder. Dort konvertierte sie zum Hinduismus und begann sich für Reinkarnation zu interessieren. Sie wohnte in der Nähe von Fulda und arbeitete als Köchin. Zwischen 1953 und 1958 war sie mit dem Maler Michael Sebastian Rothfischer verheiratet. Julia op ten Noort starb im Jahr 1996.
Sie gehörte durch ihre Bindung zu Himmler und ihrer Freundschaft mit anderen hochrangigen SS-Mitgliedern zu den prominentesten Nazi-Frauen in den Niederlanden, konnte sich aber kaum einen Namen machen, was vermutlich daran lag, dass sie in den Kreisen der NSB nicht sehr beliebt war und ihre Initiativen nicht besonders erfolgreich waren. Ihre Biografie wurde in das Buch 101 Vrouwen en de oorlog der Historikerin und Schriftstellerin Els Kloek aufgenommen.